# Tullingepartiet
Tullingepartiet (TuP) är ett lokalt politiskt parti i Botkyrka kommun. Partiet bildades 2006 och finns representerat i kommunfullmäktige sedan valet 2006.

## Avskiljande från Botkyrka kommun
En av Tullingepartiets frågor är partiet vill att Tullinge ska avskiljas från Botkyrka kommun och bilda en egen kommun. Partiet anser att Tullinge missgynnas av Botkyrka kommun när det gäller anslag till skolor, omsorg och vägar. Tullingepartiet verkar även för fler lokala folkomröstningar och lokalt förankrade beslut om vad som ska hända i Tullinge. Regeringen Reinfeldt sade i oktober 2008 nej till en begäran från Tullingepartiet om att få dela Botkyrka kommun. I samband med valet 2014 hölls en rådgivande folkomröstning om kommundelning. Valdeltagandet blev 64,7 %. I kommunen som helhet röstade 69,8 % emot, medan 66,6 % i Tullinge röstade för. Styret i Botkyrka kommun valde sedermera att inte dela kommunen.

### Resultat i folkomröstning
Botkyrka  
Ja: 25,5%  
Nej: 69,8%  
Blank: 4,5%  
Tullinge  
Ja: 66,6%  
Nej: 30,6%  
Blank: 2,5%  
Källa:

## Historik
Tullingepartiet bildades i augusti 2006 i samband med kommunalvalet samma år. Ett par veckor innan valet i september 2006 samlades några Tullingebor och kom överens om att bilda ett parti vars mål var att bilda en egen kommun – Tullinge kommun. Initiativtagare var Johan Teden som också blev Tullingepartiets förste ordförande. kommunvalet 2006 fick Tullingepartiet 699 röster vilket motsvarade 1,77 %. 2010 ökade partiet mest av alla partier i Botkyrka kommun, och fick 4 553 röster (10,51 %). Under 2007 flyttade Johan Teden bort från kommunen och Peter Wiklund blev ny ordförande.
I kommunalvalet 2006 fick Tullingepartiet 699 röster vilket motsvarade 1,77 %. 2010 ökade partiet mest av alla partier i Botkyrka kommun, och fick 4 553 röster (10,51 %). Tullingepartiet blev det i särklass största partiet i Tullinges 9 valdistrikt med i snitt 44,2 %. Efter valet nödgades ordförande Peter Wiklund avgå på grund av hälsoskäl. Klas Bovin valdes till ordinarie ordförande vid TuP:s årsmöte 2011, efter att ha varit tillförordnad ordförande sedan Wiklunds avgång i oktober 2010. Ordförande är sedan årsmötet i april 2012 Camilla Jägemalm.
Efter en viss tillbakagång i valet 2014 blev valresultatet 2018 det högsta hittills, med 12,38 % av rösterna och nio mandat i kommunfullmäktige.
Tullingepartiet befinner sig efter valet 2018 i opposition. Anders Thorén är nuvarande partiledare och gruppledare i kommunfullmäktige.

## Valresultat
| År   | Röster | %     | Mandat |
| ---- | ------ | ----- | ------ |
| 2006 | 699    | 1,77  | 1 / 61 |
| 2010 | 4 553  | 10,51 | 6 / 61 |
| 2014 | 3 912  | 8,57  | 5 / 61 |
| 2018 | 5 893  | 12,38 | 9 / 75 |
| 2022 | 5 434  | 12,06 | 9 / 75 |

## Övrigt
Ett annat parti med namnet Tullingepartiet ställde upp i kommunalvalet 1988 och fick "tusentals" röster, men tog inga mandat.